# Radlice (Praga)
Radlice – część Pragi. W 2006 zamieszkiwało ją 693 mieszkańców.